# 福島町 (宮崎県)
福島町（ふくしまちょう）は、宮崎県南那珂郡にあった町。現在の串間市の一部にあたる。

## 地理
福島川の下流域に位置し、南は志布志湾に面していた。

## 歴史
- 1889年（明治22年）5月1日、町村制の施行により、南那珂郡西方村、高松村、奴久見村が合併して村制施行し、福島村が発足[1][2]。旧村名を継承した西方、高松、奴久見の3大字を編成した[2]。
- 1926年（大正15年）10月1日、町制施行し福島町となる[1]。
- 1951年（昭和26年）1月1日、南那珂郡北方村と合併し、福島町が存続[1]。大字北方・南方・秋山・串間を継承し7大字となる[2]。
- 1954年（昭和29年）11月3日、南那珂郡大束村、市木村、本城村、都井村と合併し、市制施行して串間市を新設して廃止された[2]。合併後、串間市大字西方・高松・奴久見・北方・南方・秋山・串間となる。

## 産業
- 農業、林業、水産業[2]

## 交通

### 港湾
- 福島港[2]

### 鉄道
- 1935年（昭和10年）鉄道省志布志線（現日南線）の福島今町駅、福島仲町駅（現串間駅）が開設[2]。

## 教育
- 福島尋常高等小学校[2]（現串間市立福島小学校）
- 松山尋常小学校[2]（現串間市立有明小学校）
- 葛ケ迫尋常小学校[2]（現串間市立笠祇小学校、休校）
- 1923年（大正12年）福島・北方・本城・都井・大束の5か村組合立福島高等女学校が設立[2]。（現宮崎県立福島高等学校）

## 名所・旧跡
- 福島町古墳（県指定史跡）[2]